# Katholischer Medien Verein
Der Katholischer Medien Verein ist zusammen mit der Katholischer Medien Verein Privatstiftung Haupteigentümer der Styria Media Group, eines der größten Medienunternehmen Österreichs, zu der unter anderem die Tageszeitungen Kleine Zeitung, Die Presse, die Wochenzeitungen Die Furche, Der Grazer, der Hörfunksender Antenne Steiermark, die Verkaufsplattform willhaben gehören. 
Der Katholische Medien Verein ist der Nachfolgeverein in der Ersten Republik des 1869 gegründeten Katholischen Preßverein in der Diözese Graz-Seckau, dessen Ziel die Wahrnehmung und Förderung publizistischer Aufgaben im christlichen Geist war, wie aus einem späteren Grundsatztext hervorging. Vertreter aus Medien, Kirche, Politik, Wirtschaft und Kultur feierten 2019 die Gründung des Medienunternehmens mit katholischen Wurzeln.